# Mini-ITX
Mini-ITX is de naam van een klein formaat moederbord.

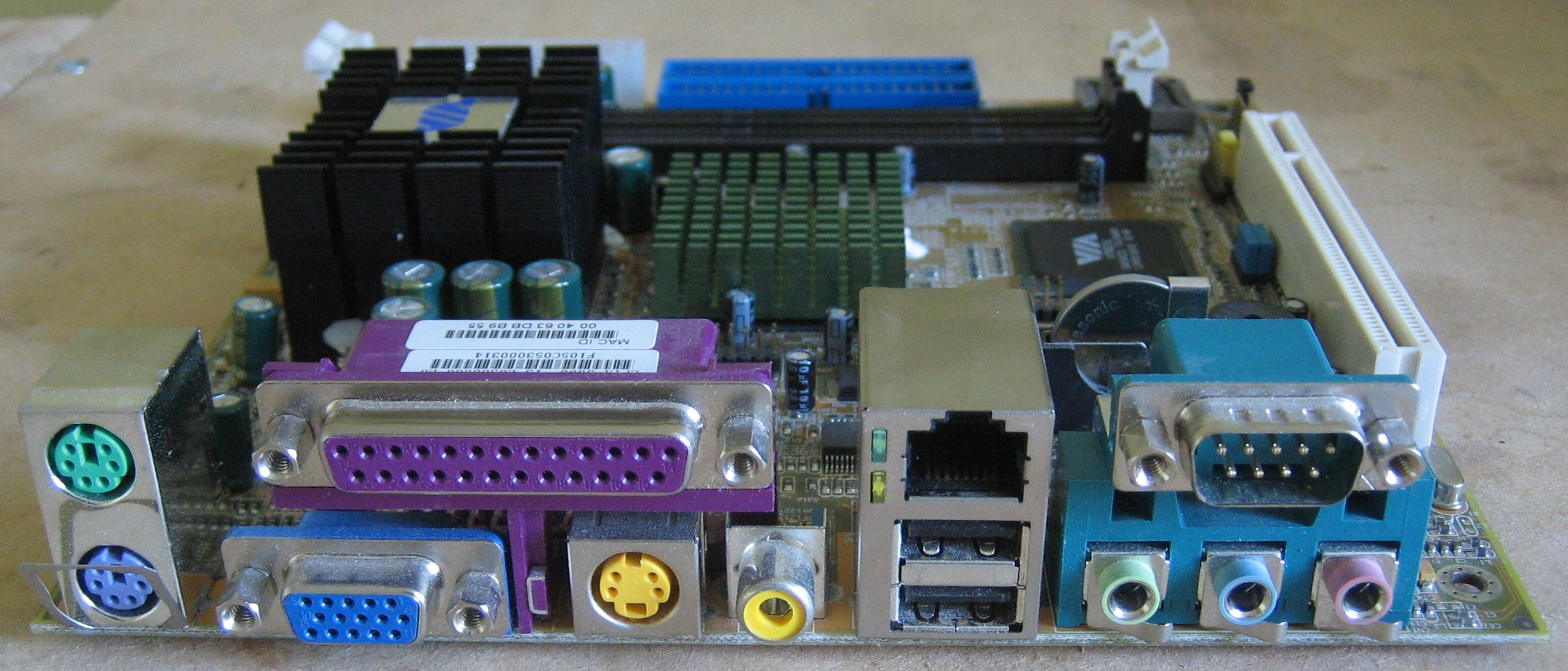
een Mini-ITX-moederbord

Het bord kan, ondanks de geringe afmetingen (17 bij 17 cm), alle basiscomponenten 'on-board' hebben, zoals een processor, geluidskaart en videokaart. 
Het formaat van de processor is vaak gelijk met standaardmoederborden. Mini-ITX-moederborden gebruiken veel minder energie dan andere moederborden van standaardformaat. Ook wordt vaak een processor met lagere kloksnelheid ingebouwd. Hierdoor is het soms mogelijk de behuizing passief te koelen.
Deze systemen worden net zoals de Nano-ITX-systemen bijvoorbeeld gebruikt voor multimediadoeleinden zoals tv, recorders, DVD-speler, "thuisservers" en muziekspelers. Maar het is ook mogelijk om op deze moederborden een besturingssysteem zoals Linux of Windows te installeren en ze zodoende als gewone computer te gebruiken. Deze moederborden hebben dan alle functies zoals een normaal moederbord.